# Platygyra ryukyuensis
Platygyra ryukyuensis is een rifkoralensoort uit de familie van de Merulinidae. De wetenschappelijke naam van de soort is voor het eerst geldig gepubliceerd in 1935 door Yabe & Sugiyama.